# 第50回全国高校野球選手権大会 青春
『第50回全国高校野球選手権大会 青春』（だい50かいぜんこくこうこうやきゅうせんしゅけんたいかい せいしゅん）は、1968年9月21日に公開された日本映画。文部省選定。明治百年記念作品。

## 解説
全国高校野球選手権大会の大会50回を記念して企画、製作された長篇記録映画。4年前、『東京オリンピック』で話題をなげた市川崑が総監督として、甲子園を目標に励む球児や晴れの舞台で活躍する選手たちを、“青春”をテーマに描いたもの。

同時上映は『ドリフターズですよ!冒険冒険また冒険』。

## 受賞
- 芸術祭奨励賞
- 映画の日特別功労賞

## 製作
本作が製作される数年前、総監督を担当した市川崑が、甲子園大会のスポンサーである朝日新聞社に企画を持ち込み、当時、企画顧問だった衣奈多喜男が、大会50周年なら必要な予算が取れると判断して製作された。市川は、高校野球の映画化について「プロ野球とは違った野球の面白さと、多感な若者の姿に惹かれた。また、当時の高校野球には純粋な感じがあった」と述べている。製作に当たっては、朝日新聞系列である日本教育テレビ（NET。現・テレビ朝日）のスタッフや東宝のプロデューサーだった藤本真澄が全面協力し、副題の「青春」は一般公募の中から一等となって選ばれたものを採用している。『東京オリンピック』のノウハウを活かし、撮影は夏に大会が開催される半年前の冬から始める事とし、大会に臨む北国の練習風景など、各校が甲子園に出てくる過程を集中的に描く脚本が井出雅人によって作られ、東京オリンピックの記録映画に脚本として参加した白坂依志夫と谷川俊太郎もナレーションの執筆を行った。そうして、市川によるコンテ作りと、それに伴う打ち合わせによって演出の共有を行った後、地方校の練習風景の撮影が分担制によって全国各地で行われた。市川自身は伊豆方面を担当し、オリンピック同様、演出による再現場面も撮影している。撮影は五輪ほどの規模ではないためにスムーズに行われ、大会当日の撮影も行われたが、肝心の大会自体が決勝も含めてあまり盛り上がらず、市川は「ドキュメンタリーの運命的なもので、どうしようもないが、残念だった」と述べている。
本作は、甲子園大会の歴史性も謳うため、戦前の大会映像が挿入されているが、市川がフィルム使用のために朝日新聞社に問い合わせた所、可燃性フィルムで保管している事が判明し、市川は不燃性フィルムに焼き直すよう助言している。また、戦前の甲子園球場には鉄傘と呼ばれた鉄製の屋根が存在し、戦時中の金属拠出で解体されたが、この解体風景をミニチュアで再現して、作中に演出として挿入している。

## スタッフ
- 総指揮：広岡知男
- 製作：衣奈多喜男、菅野長吉
- 脚本：井手雅人、白坂依志夫、伊藤清、谷川俊太郎
- 総監督：市川崑
- 撮影監督：植松永吉
- 音楽監督：山本直純
- 録音監督：大橋鉄矢
- 編集：高木正雄
- 監督部：福永民雄、亀田左、三輪道彦、村瀬宗雄、白坂依志夫、田中穂積、吉田功
- 撮影部：土橋孝始、本間輝久、菊池徳博、栗林剛三、中尾省吾、大島満洲夫、杉本哲夫、高橋政治、竹内輝男、立石潔、渡辺修、山口益夫、山崎敏正
- 録音部：御園一男、山崎芳彦
- 照明部：三宅誠三
- 進行：横沢信夫、加藤友久
- 編集部：平野三郎兵衛、瀬戸口葉子
- 製作デスク：福永民雄
- 総務デスク：黒川哲夫
- ナレーター：芥川比呂志
- 製作補：菅原正生、高木正雄
- 監修：日本高等学校野球連盟
- 協力：朝日放送(当時)
- 録音：アオイスタジオ
- 現像：東洋現像所（当時）
- 職分不明：秋元亮一、深栖邦一、橋本勝次、平野義一、堀内賢治、稲垣治郎、加来将昭、籏田賢治、金谷全嗣、柏田隆、川中俊夫、菊池造平、工藤定裕、栗田公雄、黒田昭夫、黒崎尚之、村上守、永島良人、大畑孝恭、尾崎悦雄、斎藤一徳、笹木欣二、塩野元、杉山三郎、墨谷尚之、鈴木弘光、鈴木淘、高木信子、谷口誠、舎川芳次、植草貞夫、占部美津子、矢部勲
  - 実況に当時の朝日放送テレビ・ラジオで放送された中継の音源使用。

## 作品の評価

### 興行成績
公開前から東宝が《日本でいまいちばん美しいもの》と大いに宣伝し、大会の盛り上がりから、ヒットが予想されたが、成績が振るわず、関係者も頭をひねった。大会で優勝した興國をかかえる大阪府ですら不入りだった。これに反して圧倒的な入りを見せたのが沖縄で、準決勝に進出した興南の活躍をいま一度スクリーンで観ようと劇場前に行列ができるほどの大人気だった。また静岡県でも静岡商業準優勝の立役者となり、巨人入りで話題をまいた新浦壽夫投手の雄姿を観ようとこちらも大入り。この他、"野球県"といわれる広島県、甲子園ではさして騒がれなかった福島県、熊本県など、僅かの地区で局地的にヒットしたが、全国的には低調だった。高校生は学校単位の団体鑑賞が適用されないことも痛かったが、映画評論家は「野球映画なのに野球の醍醐味を伝えていない市川監督の演出の失敗」などと評した。"野球映画はヒットしない"というそれまで言われていたジンクスをまたも破れなかった。同じく高校生を扱った同日封切の大映『高校生芸者』（弓削太郎監督）にも配収で下回り、"いまいちばん儲かるのはエロか"と、興行関係者に改めて認識させるに至った。

## 映像ソフト化
| 規格 | 発売日       | 発売元/販売元   | 品番    | 備考                                                                                   |
| ---- | ------------ | --------------- | ------- | -------------------------------------------------------------------------------------- |
| DVD  | 2017年8月2日 | 日活/ハピネット | HPBN-66 | 初ソフト化 映像特典：朝日新聞社所蔵による甲子園の歴史的映像 音声コメンタリー：我喜屋優 |